# Martín Torrado Mariño
Martín Torrado Mariño y Figueira (Rianxo, 2 de dezembro de 1621 — , ), foi um sacerdote galego, conhecido por ser o autor da composição poética "Décimas ao Apóstolo Santiago", em língua galega.

## Biografia
O seu pai, Juan da Figueira Torrado, nascido na paróquia de Isorna, era descendente dos Torrados do paço de Asados; o seu bisavó era Fernán Mariño, senhor da casa e do paço de Vimieiro em Boiro. A sua mãe provinha da família Somoza, tendo nascido em Leiro.
Estudou em Fonseca, onde desfrutou de uma bolsa de teólogo. Em 1627 se opôs e ganhou uma cátedra. Desde então desempenhou a “Regência de Medianos”. Em 1645 obteve a bolsa em teologia, e em 1651 foi eleito reitor do Colégio de Fonseca (após exercer como abade em Urdilde entre 1622 e 1630 em San Miguel de Boullón), um ano antes da sua morte.